# Krzysztof Szwezig
Krzysztof Szwezig (ur. 13 czerwca 1956 w Piecach) – polski piłkarz, występujący na pozycji pomocnika.

## Życiorys
Seniorską karierę rozpoczynał w GKS Jastrzębie. Z klubem tym m.in. wystąpił w półfinale Pucharu Polski w sezonie 1975/1976. W 1978 roku przeszedł do Górnika Zabrze, z którym awansował w sezonie 1978/1979 do I ligi. W latach 1979–1983 rozegrał w barwach Górnika 115 spotkań w I lidze, zdobywając pięć bramek. W styczniu 1984 roku przeszedł do Szombierek Bytom. W rundzie wiosennej sezonu 1983/1984 wystąpił w barwach tego klubu w 12 meczach, zdobywając jednego gola, jednakże spadł wówczas z klubem z ligi. Na dalszym etapie kariery ponownie był zawodnikiem GKS Jastrzębie.

## Statystyki ligowe
| Sezon         | Klub             | Liga   | Mecze | Gole |
| ------------- | ---------------- | ------ | ----- | ---- |
| 1979/1980     | Górnik Zabrze    | I liga | 25    | 1    |
| 1980/1981     | Górnik Zabrze    | I liga | 27    | 1    |
| 1981/1982     | Górnik Zabrze    | I liga | 30    | 3    |
| 1982/1983     | Górnik Zabrze    | I liga | 30    | 0    |
| 1983/1984 (j) | Górnik Zabrze    | I liga | 3     | 0    |
| 1983/1984 (w) | Szombierki Bytom | I liga | 12    | 1    |